# Маріїнсько-Посадський район
Марії́нсько-Поса́дський район (рос. Мариинско-Посадский район, чув. Сĕнтĕрвăрри районĕ) — муніципальний район в Чувашії (Росія).
Адміністративний центр — місто Маріїнський Посад.

## Географія
Район розташований в північно-східній частині Чувашії. На півночі і сході виходить до річки Волги, на заході межує з Чебоксарським і Цівільським, на півдні — з Козловським районами. Витягнутий із заходу на схід на 27 км, з півночі на південь — на 36 км. Згідно з результатами відкритого республіканського конкурсу, що пройшов 2011 року, три з «7 чудес Чувашії» знаходяться в цьому районі.

## Історія
Район утворений 5 вересня 1927 року.

## Населення
Населення району становить 21562 особи (2019, 23895 у 2010, 26959 у 2002).

## Адміністративно-територіальний поділ
На території району 1 міське поселення та 11 сільських поселень:
| Поселення                             | Площа, км² | Населення, осіб (2002) | Населення, осіб (2010) | Населення, осіб (2019) | Центр             | Населені пункти |
| ------------------------------------- | ---------- | ---------------------- | ---------------------- | ---------------------- | ----------------- | --------------- |
| Маріїнсько-Посадське міське поселення | 14,45      | 10273                  | 9088                   | 8550                   | Маріїнський Посад | 1               |
| Аксарінське сільське поселення        | 53,69      | 1239                   | 995                    | 851                    | Аксаріно          | 6               |
| Бічурінське сільське поселення        | 38,70      | 1175                   | 1111                   | 933                    | Бічуріно          | 5               |
| Великошигаєвське сільське поселення   | 76,45      | 1727                   | 1559                   | 1296                   | Велике Шигаєво    | 6               |
| Ельбарусовське сільське поселення     | 64,87      | 2009                   | 1759                   | 1513                   | Ельбарусово       | 7               |
| Карабаське сільське поселення         | 65,59      | 1007                   | 946                    | 885                    | Карабаші          | 4               |
| Кугеєвське сільське поселення         | 42,65      | 1177                   | 792                    | 630                    | Кугеєво           | 6               |
| Октябрське сільське поселення         | 38,12      | 1939                   | 1728                   | 1579                   | Октябрське        | 7               |
| Першочурашевське сільське поселення   | 55,57      | 2095                   | 1877                   | 1669                   | Перше Чурашево    | 14              |
| Приволзьке сільське поселення         | 119,94     | 1328                   | 1180                   | 1043                   | Нерядово          | 12              |
| Сутчевське сільське поселення         | 76,58      | 1143                   | 1128                   | 1005                   | Сутчево           | 5               |
| Шоршельське сільське поселення        | 39,45      | 1847                   | 1732                   | 1608                   | Шоршели           | 6               |

## Найбільші населені пункти
Населені пункти з чисельністю населення понад 1000 осіб:
| № | Населений пункт   | Населення, осіб (2002) | Населення, осіб (2010) |
| - | ----------------- | ---------------------- | ---------------------- |
| 1 | Маріїнський Посад | 10 273                 | 9 088                  |

## Господарство
Маріїнсько-Посадський район — сільськогосподарський район. Промислові підприємства розміщені в районному центрі, окремі також по району — спиртзавод і підприємства в селі Октябрське.